# Polikarpov Po-2
El Polikárpov Po-2 (o también conocido U-2, en ruso: У-2)  fue un biplano soviético de propósito general, apodado Kukurúznik (en ruso: Кукурузник, de la palabra kukuruza (кукуруза) que significa «maíz»). Era un versátil y poco complicado avión que sirvió como entrenador y fumigador. Es el segundo avión más producido, así como el biplano más producido de la historia de la aviación.

## Historia, diseño y desarrollo
El biplano de entrenamiento primario Polikárpov U-2, que iba a tener un papel muy importante en la historia de la aviación soviética, tuvo unos orígenes poco esperanzadores. El prototipo U-2TPK, que apareció a principios de 1927, había sido construido pensando en la economía de reparación y mantenimiento, concibiéndose sus alas sobre la base de cuatro paneles rectangulares idénticos e intercambiables, con los bordes marginales cuadrados y de poca sección. De forma análoga, una superficie de estructura y forma única se empleaba en las funciones de alerón, timón de dirección y de profundidad. El resultado de todo ello fueron unas características de vuelo de la peor calidad. En vista de este fracaso inicial, el avión fue completamente rediseñado, emergiendo un limpio y maniobrable biplano, dotado de alas de una sección y decalaje muy correcto con bordes marginales redondeados; los aterrizadores eran de tipo convencional, con un eje común, y alumno e instructor se acomodaban en dos cabinas abiertas en tándem. Propulsado por un motor radial de 100 cv, el nuevo prototipo realizó su vuelo inaugural el 7 de febrero de 1928.

Su inmediato éxito llevó a su puesta en producción masiva, y cuando a mediados de 1941 las fuerzas alemanas invadieron la URSS se había construido un total de 13 000 ejemplares. Aunque su cometido principal era el entrenamiento primario, el U-2 fue también modificado para cumplir funciones de transporte ligero de pasajeros, avión ambulancia y de aplicaciones agrícolas. Su producción prosiguió de forma masiva durante toda la Segunda Guerra Mundial, en la cual el U-2 desempeñó innumerables cometidos, entre los que se cuentan los de enlace, ataque ligero, hostigamiento nocturno y avión de propaganda, con micrófono y altavoces. Su desventaja a la hora de entrar en combate era su lentitud, así como el ruido que producían.
Su lentitud los convertía en blanco fácil para los soldados en tierra. Los tiradores enemigos podían apuntar contra ellos guiándose simplemente por el ruido.
Vasili Záitsev. Batalla de Stalingrado. 1942.
Tras la muerte de Polikárpov, el 30 de julio de 1944, el U-2 fue renombrado Po-2 en su honor y su producción continuó en la URSS durante varios años. Entre 1948 y 1953, en Polonia, se construyeron a gran escala versiones de ambulancia y entrenamiento. El Po-2 sirvió en las fuerzas aéreas de casi todos los países aliados de la URSS y aún hoy en día se conservan bastantes ejemplares en impecable estado de vuelo. Se calcula que de este aparato se llegó a construir un total superior a las 33 000 unidades, lo que le sitúa entre los aviones más construidos del mundo.

## Variantes

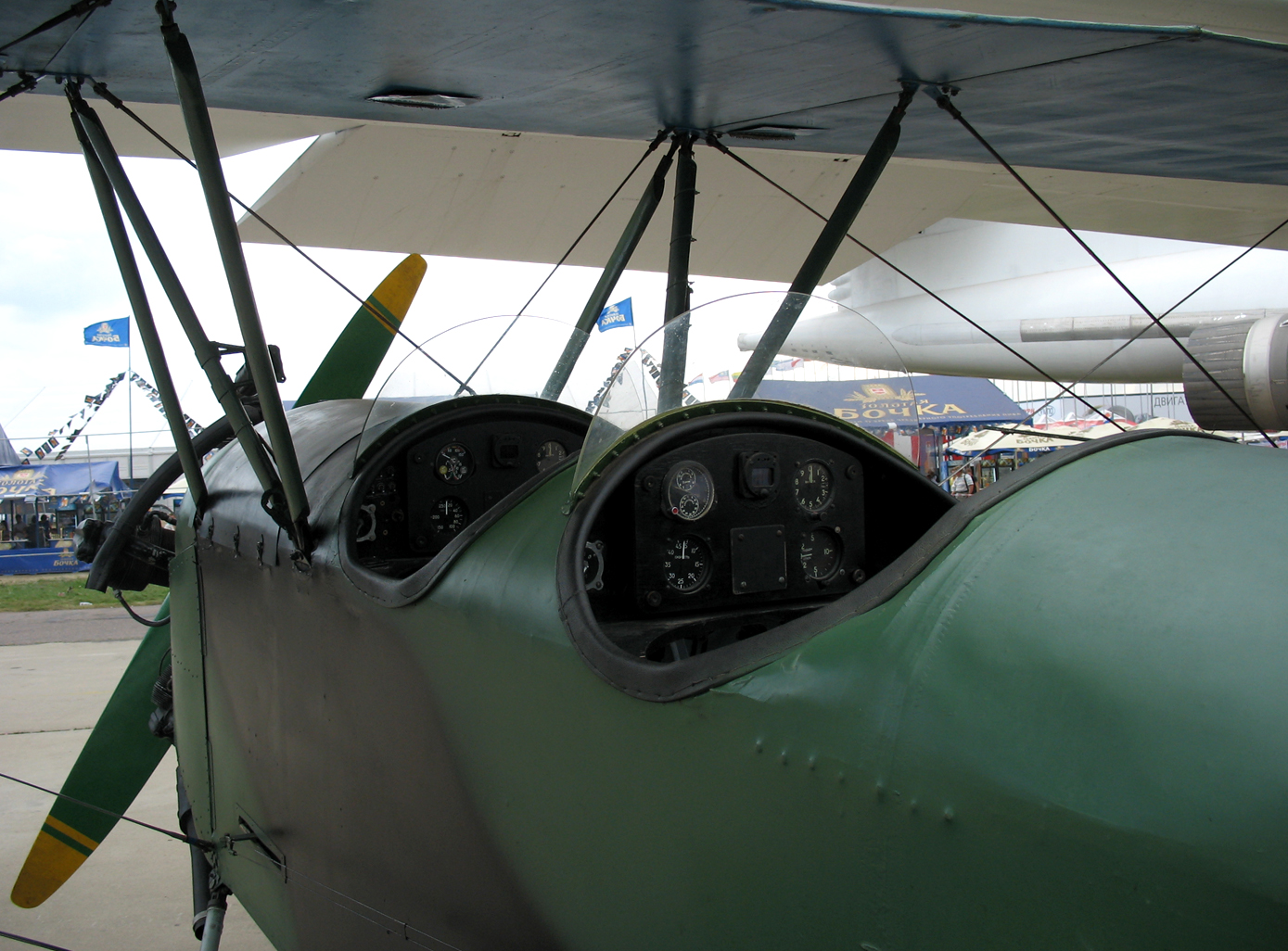
Cabina de un Po-2.

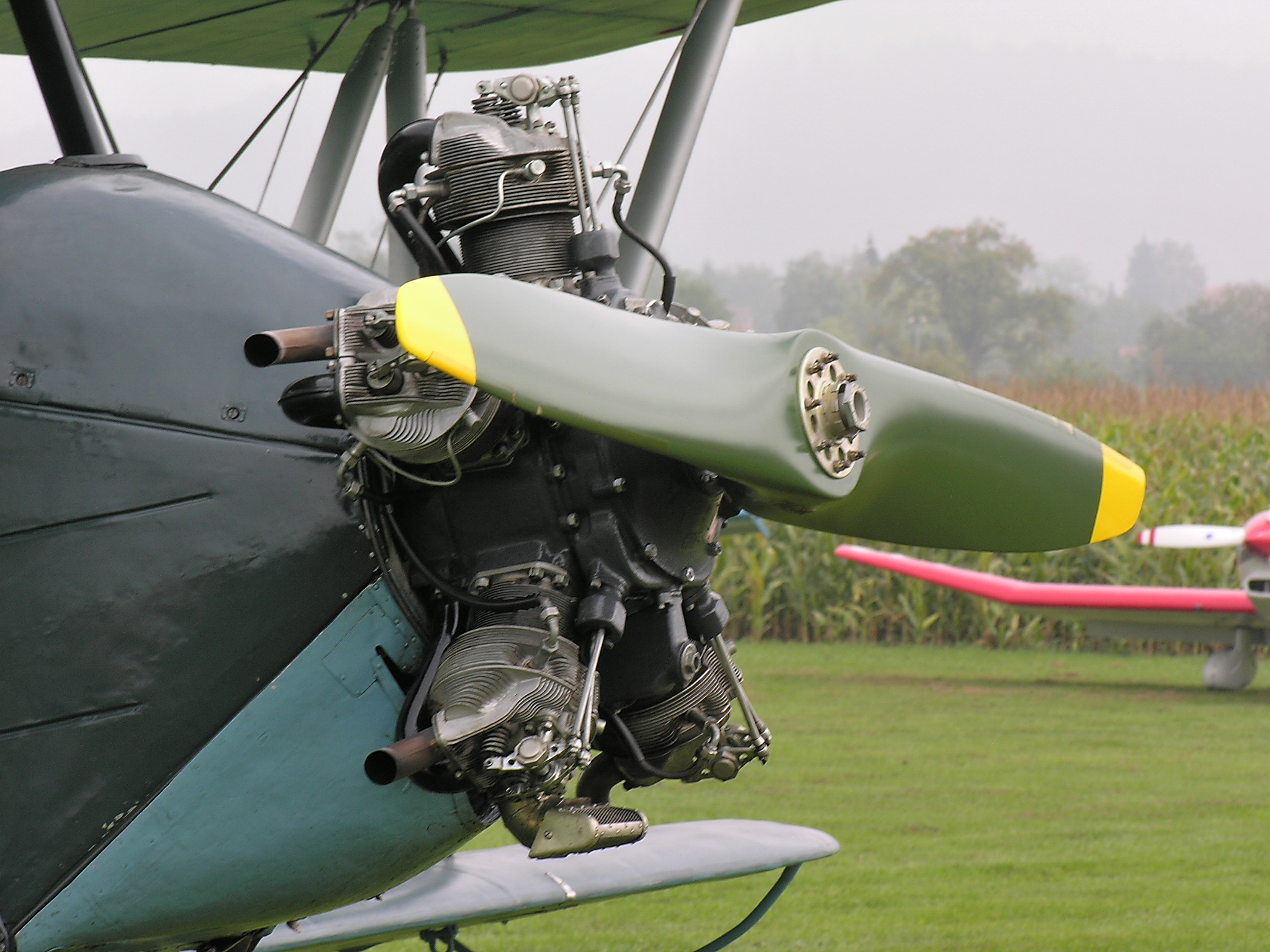
Detalle del motor de un Polikárpov Po-2 HA-PAO.

- U-2A: avión monoplaza de fumigación agrícola, construido a partir de 1930 en los subtipos U-2AP y U-2AO, con una tolva de productos químicos para 250 kg en el fuselaje; en la posguerra siguió en producción y empleo denominado Po-2A, propulsado por un motor M-11K de 115 cv; su producción superó los 9.000 ejemplares.
- U-2G: modelo experimental con todas las superficies de control accionadas por la palanca de mando.
- U-2KL: dos aviones especiales dotados en la cabina trasera con una cubierta abombada; aparecieron en 1932.
- U-2LSh: Shturmovik ligero; gran número de aviones de preguerra fueron convertidos para misiones militares de apoyo cercano de 1941 en adelante, a los que se unieron aparatos construidos expresamente para ello; armados con una ametralladora ShKAS de 7,7 mm en un montaje anular trasero y con soportes para 120kg de bombas y raíles de lanzamiento para cuatro cohetes RS-82; alcanzó una alta reputación entre los combatientes soviéticos, que lo bautizaron Kukurúznik (Maicero) a raíz de sus famosas acciones a baja cota; se lo conoció alternativamente como U-2VOM-1.

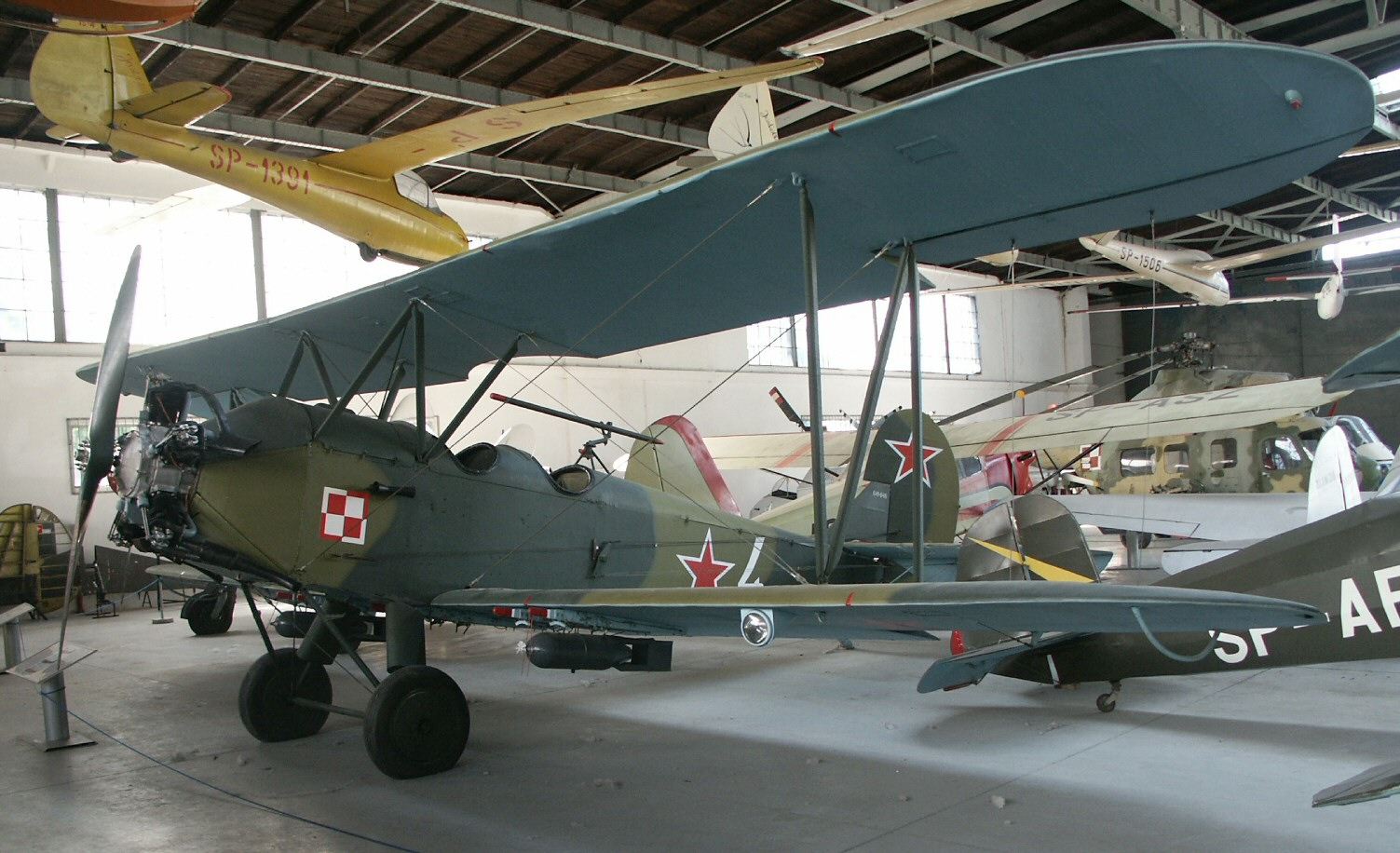
Polikárpov U-2LNB con las marcas polacas en el Museo Polaco de Aviación.

- U-2LNB: versión producida en 1941; su carga ofensiva era de 200kg; su designación hace referencia a la misión de bombardeo ligero nocturno (de hecho, este modelo estaba dotado con bengalas e incluso reflectores); usualmente los tubos de escape del motor llevaban sistemas silenciadores y apagallamas.
- U-2M: (designación alternativa MU-2); evaluada en 1931, fue la primera de varias versiones hidro, con un gran flotador central y dos pequeños de estabilización bajo los bordes marginales; no fue construida en grandes series.
- U-2-NAK: variante de reconocimiento y reglaje de tiro artillero; el observador contaba con equipo militar de radio.
- U-2S: versión construida en serie limitadas a partir de 1934; la cabina trasera había sido sustituida por un compartimento cerrado para un asistente médico y un paciente en camilla; la sección dorsal del fuselaje estaba abisagrada para permitir la entrada del paciente; otras versiones similares las U-2S-1 y U-2SS (por Sanitarny Samoliot, o avión sanitario).
- U-2SP: redistribución de las dos cabinas existentes para permitir la instalación de una tercera, también abierta; 861 aparatos construidos para Aeroflot; los supervivientes sirvieron en tareas de enlace durante la guerra.
- U-2UT: construida en número limitado a partir de 1941, principalmente para entrenamiento; su motor era un M-11D de 115 cv.
- U-2VS: modelo básico de las Fuerzas Aéreas de la URSS, utilizado en grandes cantidades durante la guerra como vehículo de enlace para oficiales de alto rango; unos 9.000 utilizados en ese papel en 1.945; redesignado más tarde Po-VS.
- U-4: versión refinada del U-2, con el fuselaje más estilizado, desarrollado por Nikolái Mijelsón y construido en cortas series.
- Po-2GN: avión de propaganda, con equipo de megafonía con el que socavar la moral de las tropas de tierra enemigas; construido a partir de 1944.
- Po-2L: versión limusina con cabina cerrada de pasaje; acceso por babor.
- Po-2P: hidroavión construido en poca cantidad durante la guerra.
- Po-2S: avión ambulancia construido durante la guerra; el Po-2S-2 tenía motor M-11D y el Po-2S-3 dos contenedores subalares, capaz cada uno para un herido en camilla; la segunda variante fue conocida también como Po-2SKF.
- Po-2ShS: versión de enlace de estado mayor construida a partir de 1943; nuevo fuselaje con cabina cerrada para el piloto y dos o tres pasajeros.
- Po-2SP: versión de posguerra empleada en fotografía y vigilancia aéreas.
- RV-23: derivado del U-2 con flotadores, desarrollado para intentos de récord; construido en corta serie con motor radial R-1820-F3 Cyclone de 710 cv.
- CSS-13: designación de la versión polaca.
- CSS-S-13: versión polaca de ambulancia, con cabinas cerradas para el piloto y el asistente médico y un compartimento para el paciente.

## Especificaciones técnicas (U-2)

### Características generales
- Tripulación: 2 (alumno e instructor)
- Longitud: 8,20 m
- Envergadura: 11,40 m
- Altura: 3,10 m
- Superficie alar: 33,20 m²
- Peso vacío: 770 kg
- Peso cargado: 1030 kg
- Peso útil: 260 kg
- Peso máximo al despegue: 1350 kg
- Planta motriz: 1× Motor radial Shvetsov M-11D.
  - Potencia: 68 kW (92 HP; 93 CV)

### Rendimiento
- Velocidad máxima operativa (Vno): 152 km/h (94 MPH; 82 kt)
- Velocidad crucero (Vc): 110 km/h (68 MPH; 59 kt)
- Velocidad mínima controlable (Vmc): 78 km/h (48 MPH; 42 kt)
- Alcance: 630 km
- Techo de vuelo: 3000 m
- Régimen de ascenso: 2,78 m/s
- Carga alar: 41 kg/m² (8,4 lb/ft²)
- Potencia/peso: 60 W/kg (0,04 HP/lb)

### Armamento
- Ametralladoras: 

  - 1x ShKAS de 7,62 mm
- Bombas: 

  - 6 de 50 kg

### Aeronaves similares
Bücker Bü 133
Boeing-Stearman Modelo 75
de Havilland Tiger Moth
Fisher Youngster
Stampe SV.4
Bücker Bü 131
Gotha Go 145